# Liste der Bodendenkmäler in Vreden
Die Liste der Bodendenkmäler in Vreden enthält die denkmalgeschützten unterirdischen baulichen Anlagen, Reste oberirdischer baulicher Anlagen, Zeugnisse tierischen und pflanzlichen Lebens und paläontologischen Reste auf dem Gebiet der Stadt Vreden im Kreis Borken in Nordrhein-Westfalen (Stand: Oktober 2020). Diese Bodendenkmäler sind in Teil B der Denkmalliste der Stadt Vreden eingetragen; Grundlage für die Aufnahme ist das Denkmalschutzgesetz Nordrhein-Westfalen (DSchG NRW).
| Bild | Bezeichnung                                                             | Lage | Beschreibung | Bauzeit | Eingetragen seit | Denkmal- nummer |
| ---- | ----------------------------------------------------------------------- | ---- | ------------ | ------- | ---------------- | --------------- |
|      | Grabhügel 3806, 1 Grabhügel in Wennewick                                |      |              |         | 20.10.1986       | 1               |
|      | Landwehrteilstücke 3906, 5 Landwehrteilstücke in Gaxel 1 und 12, Vreden |      |              |         | 09.10.1987       | 2               |
|      | Grabhügel 3907, 8 Grabhügel in Doemern                                  |      |              |         | 20.10.1986       | 3               |
|      | Grabhügel 3907, 23 Grabhügelgruppe, Gräberfeld in Doemern               |      |              |         | 09.10.1987       | 4               |
|      | Bodendenkmal im Bereich des Rathauses zwischen Stadtmauer und Butenwall |      |              |         | 12.01.1990       | 5               |
|      | Mühle und Berkelhafen am Bauernhausmuseum                               |      |              |         | 06.04.1992       | 6               |
|      | Reste der Stiftsimmununität unter der St.-Georg-Kirche                  |      |              |         | 06.04.1992       | 7               |
|      | Reste der innerstädtischen Bebauung vor 1324 mit alten Wegeterrassen    |      |              |         | 06.04.1992       | 8               |
|      | Als Mauer-Graben-Wallanlage erhaltene Reste Stadtbefestigung            |      |              |         | 06.04.1992       | 9               |
|      | Bodendenkmal Stadtlohner St.                                            |      |              |         | 02.05.2002       | 11              |
|      | Eisenzeitliche Siedlung in Gaxel                                        |      |              |         | 10.01.2006       | 12              |